# فرودگاه شهری بیکرزفیلد
فرودگاه شهری بیکرزفیلد (به انگلیسی: Bakersfield Municipal Airport) یک فرودگاه همگانی بهره‌برداری هوایی است که یک باند فرود آسفالت دارد و طول باند آن ۱۲۱۹ متر است. این فرودگاه در کشور ایالات متحده آمریکا قرار دارد و در ارتفاع ۱۱۵ متری از سطح دریا واقع شده‌است.